# Photo Poche
Photo Poche est une collection de livres de photographie au format poche créée en 1982 par Robert Delpire au Centre national de la photographie.
La collection est rachetée par Nathan en 1996 puis par Actes Sud en 2004.

## Présentation
Chaque ouvrage de la collection Photo Poche, d'un format de 12.5 × 19 cm, comporte cent quarante-quatre pages, une introduction, soixante-quatre photographies et une biographie du photographe édité, complété par une bibliographie sélective.
La collection, considérée comme une référence de l'édition photographique, a privilégié d'abord les grands noms de cet art, tels que Nadar, Henri Cartier-Bresson ou Robert Doisneau, afin de constituer une « histoire de la photographie à travers ses grands maîtres ». Elle s'est ensuite ouverte aux nouveaux talents, comme le collectif Tendance Floue.
Au 31 décembre 2020, elle comporte 162 numéros, avec pour chacun un tirage initial de 5 000 exemplaires. La plus forte vente est le no 2, consacré à Henri Cartier-Bresson, vendu à plus de 400 000 exemplaires dans ses différentes éditions.
Les collections thématiques comportent dix huit numéros pour Photo Poche Société, treize numéros pour Photo Poche Histoire et huit numéros pour Photo Notes.

## Historique
La collection est créée par Robert Delpire en 1982 au Centre national de la photographie à Paris. Celui-ci avait déjà édité en 1976 Histoire de la photographie, une collection de quarante monographies de format carré (21 × 21 cm) à la couverture blanche, rééditées dans Photo Poche à partir de 1982,, et murissait le projet depuis plusieurs années : « Avant même la création du centre, j’avais mis au point la maquette, déposé le nom, signé les premiers contrats. Surtout, conscient de l’importance de l’opération, j’avais proposé à de gros éditeurs de s’y associer. Gallimard, Le Seuil, Flammarion, Larousse, Hachette ont successivement refusé mon offre ».
Le fait que la collection dépende du CNP et bénéficie ainsi de l'aide du ministère de la Culture fait réagir négativement certains éditeurs, tandis que d'autres apprécient que la collection puisse inciter un public plus large à acheter des livres plus luxueux.
En 1984, Photo Poche est récompensée par le Prix Nadar, jusque-là jamais décerné à une collection, remporte le prix des Rencontres de la photographie d'Arles et l'Oscar de l'édition du Centre international de la photographie. En 1985, la collection reçoit le Prix de la publication Infinity Award.
Fin 1988, la collection comporte 36 volumes dont elle a vendu 1 200 000 exemplaires ; en 2001, 99 volumes ont été publiés et 2 600 000 exemplaires vendus.
Lors du départ de Delpire du centre national de la photographie en 1996, Photo Poche est cédée aux éditions Nathan, puis  rachetée par Actes Sud en 2004.

## Collections thématiques
- Photo Poche
- Photo Notes
- Photo Poche Histoire
- Photo Poche Société